# Gilbert Tanugi
Pour les articles homonymes, voir Cohen-Tanugi.
Gilbert Tanugi, né le 5 février 1929 à Tunis et mort le 19 mai 1992 à Paris 13e, est un auteur français de roman policier.

## Biographie
Né de parents dans la vente de matériel agricole, il passe son enfance à Tunis où il fait des études classiques.  Il se rend ensuite à Paris où il obtient une licence en droit, tout en suivant pour le plaisir, des cours à l'institut des hautes études cinématographiques.  En 1953, il retourne vivre en Tunisie. Il devient journaliste agricole, occupe un poste à l’Office du tourisme, ouvre un galerie d’art et réalise quelques documentaires.  En 1960, il s’installe à Paris et travaille brièvement pour la télévision avant d’amorcer une carrière en publicité comme rédacteur-concepteur, puis chargé de relations publiques. Il met sur pied un bureau d’études promotionnelles et lance aussi bien des peintres que des produits industriels.
En marge de ces diverses activités professionnelles, il publie à partir de 1970 des romans policiers d’abord aux éditions Denoël, puis pour la collection Le Masque et enfin au Fleuve noir.  Son œuvre compte une trentaine de romans et quelques recueils de nouvelles.  Son troisième roman, Le Canal rouge, remporte le Grand prix de littérature policière 1972.  Il a employé le pseudonyme Dave et Bett Speal pour Le Roman de la môme i, paru en 1978.
Gilbert Tanugi a également été scénariste, rédigeant en 1974 le scénario original de la comédie dramatique Parlez-moi d'amour de Michel Drach et, en 1987, celui de Saxo d'Ariel Zeitoun que l'écrivain transforme en roman et publie l’année suivante sous le titre Saxo-faune. Il a aussi scénarisé pour la télévision des épisodes de quelques séries télévisées, notamment V comme vengeance, et adapté, en 1981, son roman L’Homme de Hambourg pour un téléfilm réalisé par Jean-Roger Cadet.
Il a signé un ouvrage sur la Tunisie aux Éditions Arthaud en 1975.

## Œuvre

### Romans
- Requiem pour Woona, Paris, Denoël, Crime-club no 277, 1970
- Le Numéro sept, Paris, Denoël, Crime-club no 281, 1970
- Le Canal rouge, Paris, Denoël, Crime-club no 286, 1971 ; réédition, Paris, Le Livre de poche no 4840, 1976
- Crazy Capo, Paris, Denoël, Crime-club no 309, 1972 ; réédition, Paris, Le Livre de poche no 5194, 1978
- Qui m’a tuée ?, Paris, Denoël, Crime-club no 312, 1972 ; réédition, Paris, Le Livre de poche no 5223, 1979
- Je m’appelle Candice, Paris, Denoël, Crime-club no 321, 1973 ; réédition, Paris, Librairie des Champs-Élysées, Club des Masques no 377, 1979
- L’Homme de Hambourg, Paris, Denoël, Crime-club no 333, 1973
- Corde d’argent, Paris, Denoël, Crime-club no 334, 1974
- La Grande Pythie, Paris, Denoël, Crime-club no 341, 1974
- Les Grottes de Crésus, Paris, Librairie des Champs-Élysées, Le Masque no 1306, 1974 ; réédition, Paris, Librairie des Champs-Élysées, Club des Masques no 437, 1981
- Deuil en acier, Paris, Librairie des Champs-Élysées, 1974
- Elissa, Paris, Librairie des Champs-Élysées, Le Masque no 1337, 1974
- Adieu, adieu, adieu, Paris, J.-J. Pauvert, 1974
- La Mariée fantastique, Paris, Librairie des Champs-Élysées, Le Masque no 1492, 1977
- L’Étrange Cas de Lisa S., Paris, Hachette, coll. Voies libres, 1977
- Le Chômeur et la Putain, Paris, Denoël, Sueurs Froides, 1977
- Où vas-tu, Scorbio ?, Paris, Librairie des Champs-Élysées, Le Masque no 1562, 1979
- Anne qui ne voyait rien venir, Paris, Librairie des Champs-Élysées, Le Masque no 1578, 1979
- Week-end chez Alice, Paris, Librairie des Champs-Élysées, Le Masque no 1593, 1980
- L’Assassinat de Don Juan, Paris, Librairie des Champs-Élysées, Le Masque no 1615, 1980
- Adam et le Pommier, Paris, Librairie des Champs-Élysées, Le Masque no 1632, 1981
- La Vengeance d’Hector, Paris, Librairie des Champs-Élysées, Le Masque no 1643, 1981
- La Dame en question, Paris, Librairie des Champs-Élysées, Le Masque no 1648, 1981
- Irrésistible Pénélope, Paris, Librairie des Champs-Élysées, Le Masque no 1664, 1981
- Nettoyage à domicile, Paris, Librairie des Champs-Élysées, Le Masque no 1675, 1982
- Les Mains de feu, Paris, Librairie des Champs-Élysées, Le Masque no 1685, 1982
- Meurtres en eau profonde, Paris, Librairie des Champs-Élysées, Le Masque no 1699, 1982
- Saxo-faune, Paris, Fleuve noir, coll. Engrenage no 46, 1982 ; réédition, Paris, Fleuve noir, coll. Grande Diffusion, 1988 ; réédition, Paris, Édito-Service, Les Classiques du crime, 1985
- Mi crime, mi-raison, Paris, Fleuve noir, coll. Engrenage no 73, 1983
- Auto-psy, Paris, Fleuve noir, coll. Engrenage no 84, 1984
- Charlotte et Julia, Paris, Fleuve noir, coll. Engrenage no 96, 1984
- Gay...gay...tuons-nous !, Paris, Fleuve noir, coll. Engrenage no 122, 1985
- David et Isolda, Paris, Denoël, Sueurs froides, 1989

### Roman de littérature d’enfance et de jeunesse
- Voyage au bout du printemps, Paris, Hachette, coll. Bibliothèque rouge, 1975 ; réédition, Paris, Hachette, Poche rouge, 1975

### Roman signé Dave et Bett Speal
- Le Roman de la môme i, Paris, Librairie des Champs-Élysées, Le Masque no 1522, 1978

### Recueils de nouvelles
- Tom et Maureen, Paris, Denoël, 1977
- Le Rendez-vous de Delft, suivi de Le Crime d’Abel, Paris, Denoël, Sueurs Froides, 1979
- Le Jeune Homme assassiné, Paris, Librairie des Champs-Élysées, Le Masque no 1709, 1982

### Autre publication
- Tunisie..., Paris, Arthaud, coll. Le Monde en images, 1975

## Filmographie

### Au cinéma
- 1973 : L'Affaire Crazy Capo de Patrick Jamain, dialogues (d'après son roman)
- 1975 : Parlez-moi d'amour de Michel Drach, scénario original Gilbert Tanugi, avec Louis Julien, Nathalie Roussel, Andréa Ferréol et Michel Aumont.
- 1988 : Saxo d'Ariel Zeitoun, scénario original de Gilbert Tanugi, avec Gérard Lanvin et Akosua Busia.

### À la télévision
- 1973 : Peter, épisode de la série Témoignages.
- 1977 : Au bout du printemps, épisode de la série Cinéma 16.
- 1981 : L’Homme de Hambourg, téléfilm de Jean-Roger Cadet, adapté par Gilbert Tanugi d’après son roman homonyme, avec Raymond Pellegrin et Béatrice Bruno.
- 1990 : Vol d’enfant, épisode de la série V comme vengeance, réalisé par Luc Béraud.
- 1991 : Dérapages en blouses blanches ou les Limites du partage, épisode de la série V comme vengeance, réalisé par Jean Hennin.

## Prix et récompenses
- Grand prix de littérature policière 1972 pour Le Canal rouge[2]
- Prix Durchon-Louvet de l’Académie française 1976 pour Tunisie[3]

## Sources
- Jacques Baudou et Jean-Jacques Schleret, Le Vrai Visage du Masque, vol. 1, Paris, Futuropolis, 1984, 476 p. (OCLC 311506692), p. 425-427.
- Anne Martinetti, "Le Masque" : histoire d'une collection, Amiens, Encrage, coll. « Références » (no 3), 1997, 143 p. (ISBN 978-2-906389-82-3), p. 96.
- Claude Mesplède (dir.), Dictionnaire des littératures policières, vol. 2 : J - Z, Nantes, Joseph K, coll. « Temps noir », 2007, 1086 p. (ISBN 978-2-910686-45-1, OCLC 315873361), p. 857-858.